# モチツツジカスミカメ
モチツツジカスミカメ Orthotylus (Kiiortotylus) gotohi Yasunaga 1993 は、カメムシ目カスミカメムシ科に属する昆虫の一つ。華奢なカスミカメムシで、モチツツジの粘毛のところにだけ生息する。

## 特徴
体長は4.5mmほど、華奢で足の長いカメムシである。全身が薄緑色で、目立った斑紋はない。
体はやや細長い楕円形、両側面はほぼ並行。背面は前翅で覆われ、その後端の薄膜部がやや薄黒くなっている。背面は褐色の毛がまばらに生える。
触角は薄い褐色、触角も脚も細長く、特に触角と後肢は体長より大きいくらい。口吻は長くて腹部に達する。

## 習性
必ずモチツツジにいる。モチツツジの若芽や若葉、それに花柄には一面に粘毛が密生しているが、この昆虫はその部分におり、素早く移動するのが見られる。モチツツジは若葉や花の粘毛には、 多くの昆虫が粘着して捕らえられる。これはツツジにとっては昆虫の捕食に対する防御の役割を担っていると考えられるが、それがこのカメムシにとってもよく保護された逃げ場になっていると見られる。ただしなぜ粘毛に捕まらないかは不明である。
食性は基本的には草食性で、モチツツジを食草としているが、同時に昆虫も食うことが確認されている。上記のようにツツジの粘毛にはよく昆虫が捕まっているが、それらの昆虫に近づいて口吻を刺すことが観察されている。

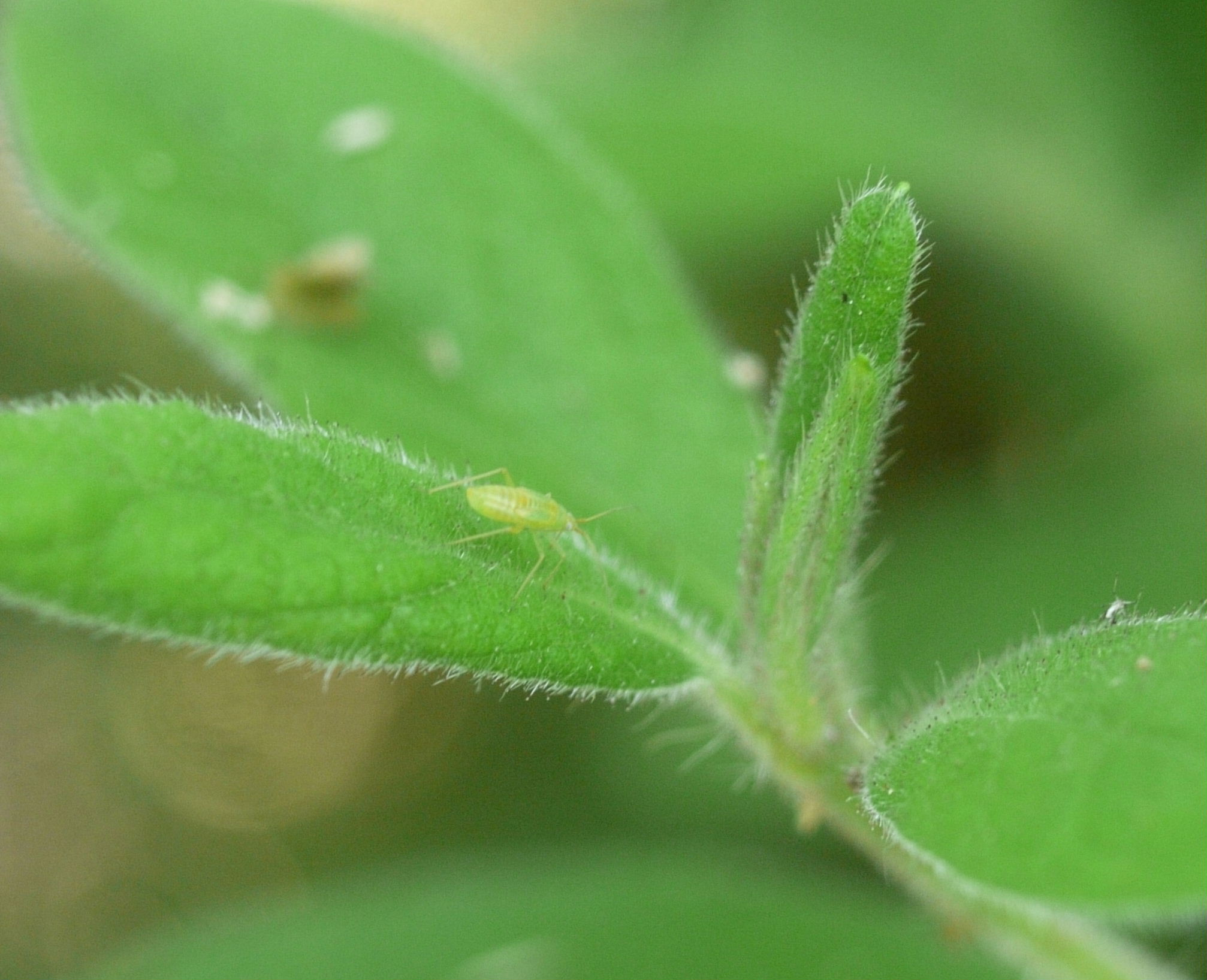
幼虫

幼虫は成虫とよく似ており、体が小さくて寸が詰まった形。成虫とほぼ同じ生活をしている。成虫は初夏に出現するが、発生は年2回の可能性がある。

## 生育環境と分布
この種はモチツツジに強く依存しているから、その生息環境や分布は完全にそれに結びついている。モチツツジは紀伊半島を中心とする本州中西部と四国にかけてのみ分布する日本固有種であるから、この昆虫の分布もこれに限られる。その範囲では低山に普通な植物であり、この虫も珍しいものではない。また、モチツツジは栽培されることもあるが、そのためこの地域以外でも、栽培株上でこのカメムシが見られることがある。

## 分類
この昆虫はこの類の研究家である安永智秀が紀伊半島の調査の際にモチツツジから多数の未知のカスミカメムシの幼虫を発見したことによって発見された。彼はそれらを持ち帰って飼育し、成虫を得た。同時に和歌山県の在野の昆虫研究家であった後藤伸からも材料の提供を受け、それらに基づいてこれを新種として1993年に記載した。学名は採集協力者に献名されている。
このカスミカメムシが属するアオナガカスミカメムシ属 Orthotylus はきわめて大きな属であり、多くの亜属に分けることが行われている。安永はこの虫について、その雄の交尾器が他に例のない特徴を持っているとして Kiiorthotylus という新亜属をたてている。現時点ではこの種のみが含まれる単形の亜属である。彼はまた一回り小柄であること、口吻が長いこともその特徴に挙げている。安永は、この昆虫がモチツツジという特殊な環境に依存して分化し、そこに隔離されて特化したものと見ている。

## 利害
モチツツジは栽培されることもあるからそれを食草とするこの虫は害虫にあたることになるが、実際には被害らしいものは見ることがない。